# Kenny Cunningham (labdarúgó, 1971)
Kenneth Edward Cunningham (Dublin, 1971. június 28. –), ír válogatott labdarúgó.
Az ír válogatott tagjaként részt vett a 2002-es világbajnokságon.

## Sikerei, díjai
Sunderland
- Angol másodosztályú bajnok (1): 2006–07